# 大玉郵便局
大玉郵便局（おおたまゆうびんきょく）は、福島県安達郡大玉村にある郵便局である。民営化前の分類では集配特定郵便局であった（現在は集配機能を廃止）。

## 概要
住所：〒969-1302 福島県安達郡大玉村玉井薄黒内124-5

## 沿革
- 1989年（平成元年）11月6日 - 玉井（たまのい）郵便局から改称し大玉郵便局となる[1]。
- 2007年（平成19年）10月1日 - 民営化に伴い、併設された郵便事業郡山支店大玉集配センターに一部業務を移管。
- 2012年（平成24年）10月1日 - 日本郵便株式会社発足に伴い、郵便事業郡山支店大玉集配センターを大玉郵便局に統合
- 2016年（平成28年）3月22日 - 集配業務を本宮郵便局に移管、無集配局となる。郵便番号を969-1399から969-1302に変更。

## 取扱内容
- 郵便、印紙、ゆうパック、内容証明
- 貯金、為替、振替、振込、国際送金、国債
- 生命保険、バイク自賠責保険
- ゆうちょ銀行ATM

## 周辺
- 大玉村役場
- 大玉村立大玉中学校
- 馬場ザクラ（国の天然記念物）

## アクセス
- JR東北本線 本宮駅から車で約10分
- 東北自動車道 本宮ICから北へ約7km
- 駐車場あり：2台